# Вандлинг (Пенсилванија)
Вандлинг (енгл. Vandling) град је у америчкој савезној држави Пенсилванија.

## Демографија
По попису из 2010. године број становника је 751, што је 13 (1,8%) становника више него 2000. године.
| Група             | 2000.       | 2010.       |
| Белци             | 729 (98,8%) | 711 (94,7%) |
| Афроамериканци    | 0 (0,0%)    | 10 (1,3%)   |
| Азијати           | 6 (0,8%)    | 2 (0,3%)    |
| Хиспаноамериканци | 2 (0,3%)    | 16 (2,1%)   |
| Укупно            | 738         | 751         |